# براندان ليونز
براندان ليونز هو لاعب كرة قدم أسترالية وسياسي أسترالي، ولد في 17 يونيو 1927 في هوبارت في أستراليا، وتوفي في 7 سبتمبر 2010. نشط حزبياً في حزب أستراليا الليبرالي (فرع تاسمانيا) ‏. وقد انتخب عضو مجلس نواب تسمانيا ‏.